# 山西省历史文化街区
山西省历史文化街区由山西省人民政府公布。现有省政府公布的历史文化街区25个，其中历史文化名城内的街区20个，独立历史文化街区5个。。
- 第一批山西省历史文化街区
- 第二批山西省历史文化街区
- 第三批山西省历史文化街区：2020年5月23日公布，共5个街区[2]

## 分市名单

### 太原市（5个）[3]
- 南华门历史文化街区（杏花岭区）
- 东三道巷历史文化街区
- 明太原县城历史文化街区
- 太原矿机宿舍历史文化街区
- 太原重型机器厂苏联专家楼历史文化街区

### 吕梁市

#### 孝义市
- 孝义古城历史文化街区

#### 柳林县
- 明清街历史文化街区

#### 汾阳市
- 武家巷历史文化街区（3）
- 二府街历史文化街区（3）

### 晋中市

#### 太谷区
- 太谷古城历史文化街区

#### 介休市
- 顺城街历史文化街区

#### 昔阳县
- 红旗一条街历史文化街区（3）

### 大同市
- 鼓楼西街历史文化街区（3）
- 广府角历史文化街区（3）

#### 左云县
- 左云古城历史文化街区（1）

### 临汾市

#### 曲沃县
- 西城巷历史文化街区

#### 翼城县
- 南十字街历史文化街区（1）

### 忻州市

#### 繁峙县
- 永丰街历史文化街区

#### 偏关县
- 偏关古城历史文化街区